# پاله ماکوروپه
پاله ماکوروپه (به لاتین: Palle Makuruppe) یک منطقهٔ مسکونی در سری‌لانکا است که در استان مرکزی (سری‌لانکا) واقع شده‌است.